# Hōgan-biki

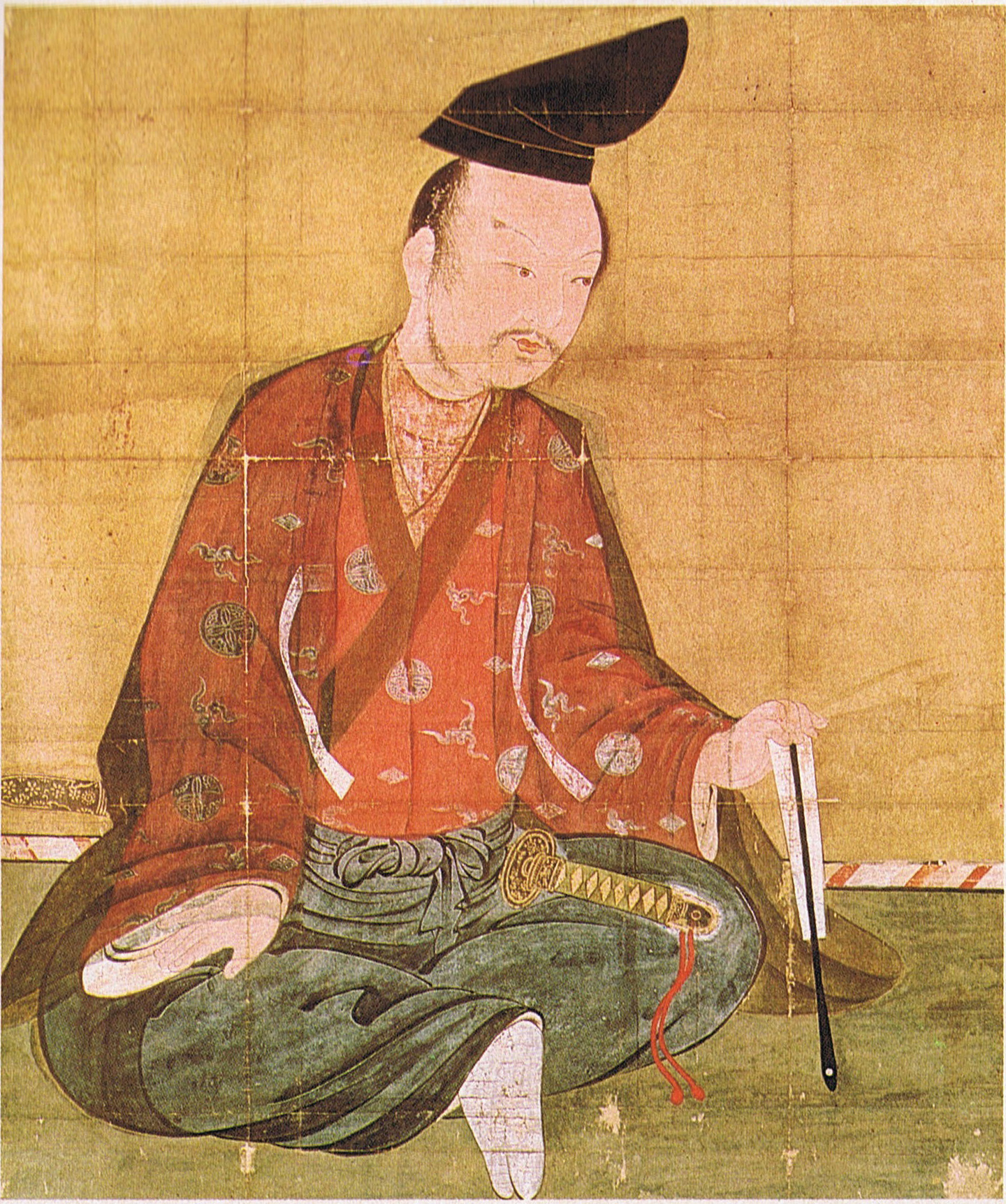
Chūson-ji conserve une statue de Yoshitsune

Hōgan-biki désigne principalement, le sentiment de sympathie ou de compassion exagéré que les gens éprouvent envers Minamoto no Yoshitsune, sans perspective objective.

## Principe
Ce phénomène psychologique est souvent lié à une tendance à montrer de la sympathie pour ceux qui sont dans une position de faiblesse, sans chercher à juger objectivement la situation[réf. nécessaire].

## Prononciation
Le terme "判官" (Hōgan) est généralement prononcé "hangan", mais dans les légendes de Yoshitsune ou dans les kabuki, il est traditionnellement lu "hōgan".

## Première signification

### Aperçu
Minamoto no Yoshitsune a joué un rôle clé dans la guerre de Hōjō à la fin de l’ère de Heiji. Cependant, il n’a pas pu récupérer l’une des trois reliques sacrées, le kusanagi no tsurugi. Le secrétaire de Yoshitsune, Nakahara Nobuyasu, a enregistré dans un document de guerre après la bataille de Dan-no-ura qu'il ne trouvait pas l'épée sacrée,. Ce manquement et les actions unilatérales de Yoshitsune, comme obtenir des postes sans la permission de son frère Minamoto no Yoritomo, créèrent des tensions et des conflits.
En effet, Yoshitsune est souvent décrit comme une figure héroïque, mais son comportement présomptueux a attiré la colère de Yoritomo. Après avoir appris qu'il était menacé, Yoshitsune a tenté de se justifier, mais cela n’a fait qu’aggraver la situation.
Bien que Yoritomo lui-même ait d'abord refusé de l'abandonner, les relations se sont détériorées, et Yoshitsune a finalement été contraint de fuir vers Oshu où il a été contraint de se suicider après la mort de Fujiwara no Hidehira. Cette fin tragique a suscité une forte sympathie parmi la population, renforçant l’idée de "判官贔屓" (Hōganbiki), une compassion irrationnelle pour ceux qui sont dans une situation malheureuse.
Le terme "判官" fait référence à la position de Yoshitsune en tant que saemon shōi, un rang subalterne dans la garde impériale.

### 判官贔屓 et les figures de Yoritomo et Kajiwara Kagekiyo
L’historien Masataka Kamiyokote souligne que la popularité de Yoshitsune en tant que victime de persécution a contribué à la naissance du phénomène de "判官贔屓". Il note que même dans des documents historiques comme le Azuma Kagami, malgré le fait qu’il soit une chronologie officielle, les actions impitoyables de Yoritomo et Kajiwara sont décrites de manière détaillée, tandis que Yoshitsune est traité avec sympathie.

### 判官贔屓 dans les œuvres littéraires

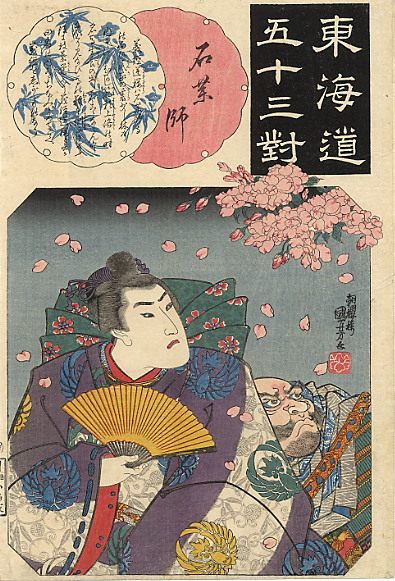
Utagawa Kuniyoshi a peint Yoshitsune (à gauche). Le livre "Gikeiki" dépeint Yoshitsune comme un héros à la fois populaire et tragique

Les œuvres littéraires décrivant Yoshitsune sont nombreuses. Des récits comme Heike Monogatari et Genpei Seisuiki ont contribué à forger une image d’héros tragique, qui est restée populaire dans les récits ultérieurs. Le récit "Gikeiki" de l’époque Muromachi est particulièrement significatif, ayant servi de base à des œuvres ultérieures telles que les Noh, Kabuki et autres formes de théâtre japonais.

### 判官贔屓 et les légendes de survie de Yoshitsune
Après sa mort, des rumeurs ont circulé, affirmant que Yoshitsune avait survécu, et ces histoires ont contribué à maintenir son image légendaire vivante dans la culture japonaise.